# モルデ
モルデ（Molde ノルウェー語発音: [ˈmɔlˈdɛ] ( 音声ファイル)）は、ノルウェー、ムーレ・オ・ロムスダール県の都市。面積363平方キロメートル、人口24,421人（2004年）。
最古の移住は中世後期に交易目的のために行われた。公式の商業特権は1614年に与えられ、モルデは1742年に王家からロイヤル・チャーターが与えられた。ロムスダールの商業中心地であり、ムーレ司教座がある。18世紀から19世紀にかけて成長し、地域の行政中心地であり観光地であると同様、ノルウェーの繊維・服飾産業中心地となった。
第二次世界大戦後、モルデは急成長を遂げ、公共サービスの中心地というだけでなく、教育や産業生産高でも中心となった。
モルデは、ロムスダール半島のロムスダール・フィヨルドの北岸に位置する。モルデは海洋性気候で温暖であり、夏は過ごしやすく冬も穏やかである。

## 歴史

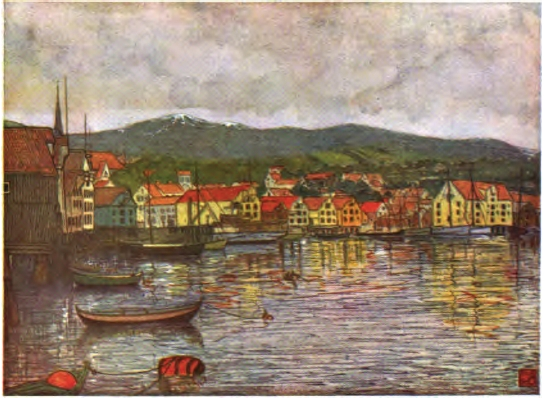
1904の絵の中のモルデ

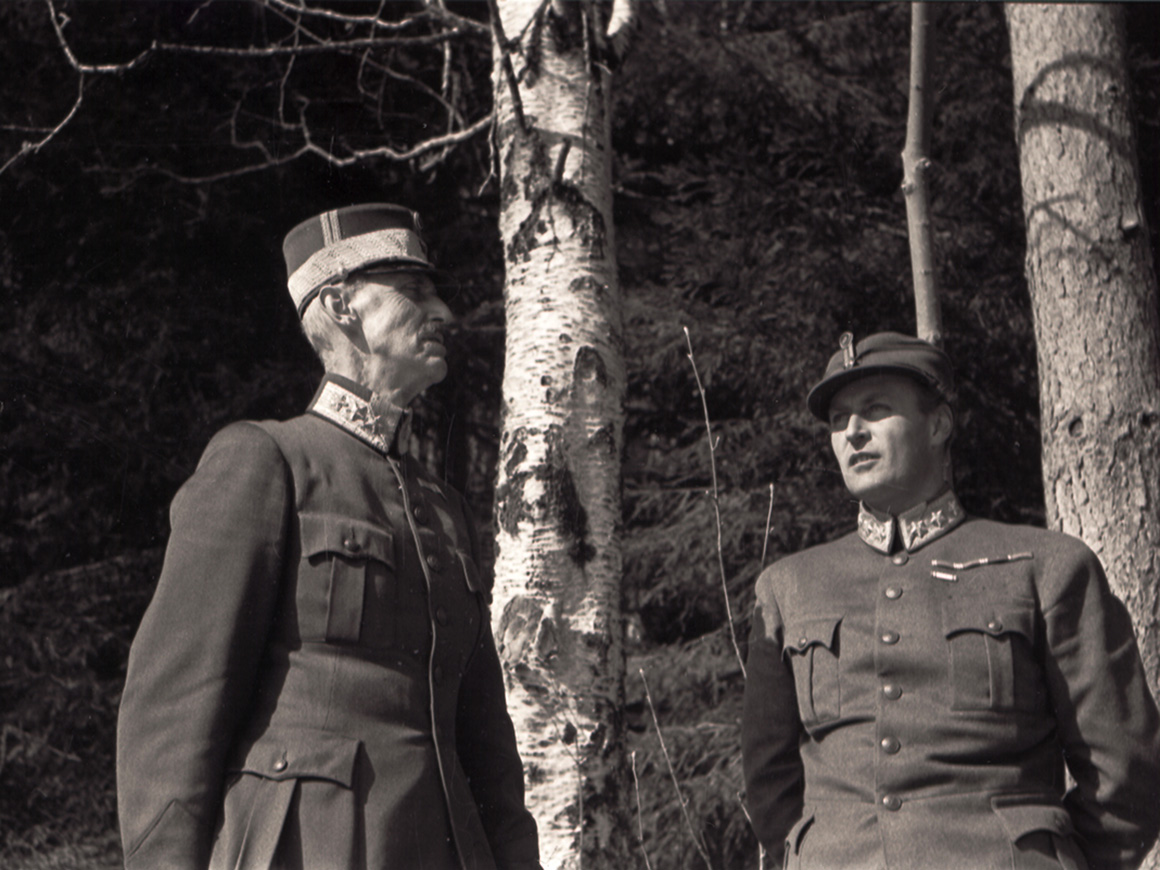
1940年4月のホーコン7世とオーラヴ王太子とシラカバ

現在のモルデの外側にあるヴェオヤ島の中世の町が、歴史家スノッリ・ストゥルルソンによって初めて記録に現れたものであり、1162年にセッケンの戦いが起きた場所であるという（ノルウェー内戦でホーコン2世が貴族エルリング・サッケに殺された）。
しかし、この地域への移住は当時よりさらに遡った時期らしい。モルデ西方のビョルセットで岩に刻まれた2つの絵が見つかっているのである。

15世紀前後、ヴェオイはその影響力を失い、島はたちまち廃れた。しかし、地域の商業が死に絶えたわけでなく、レクネスとモルデ（Moldegård）からの移住者が発端となって外国商人相手の材木売買が始まった。

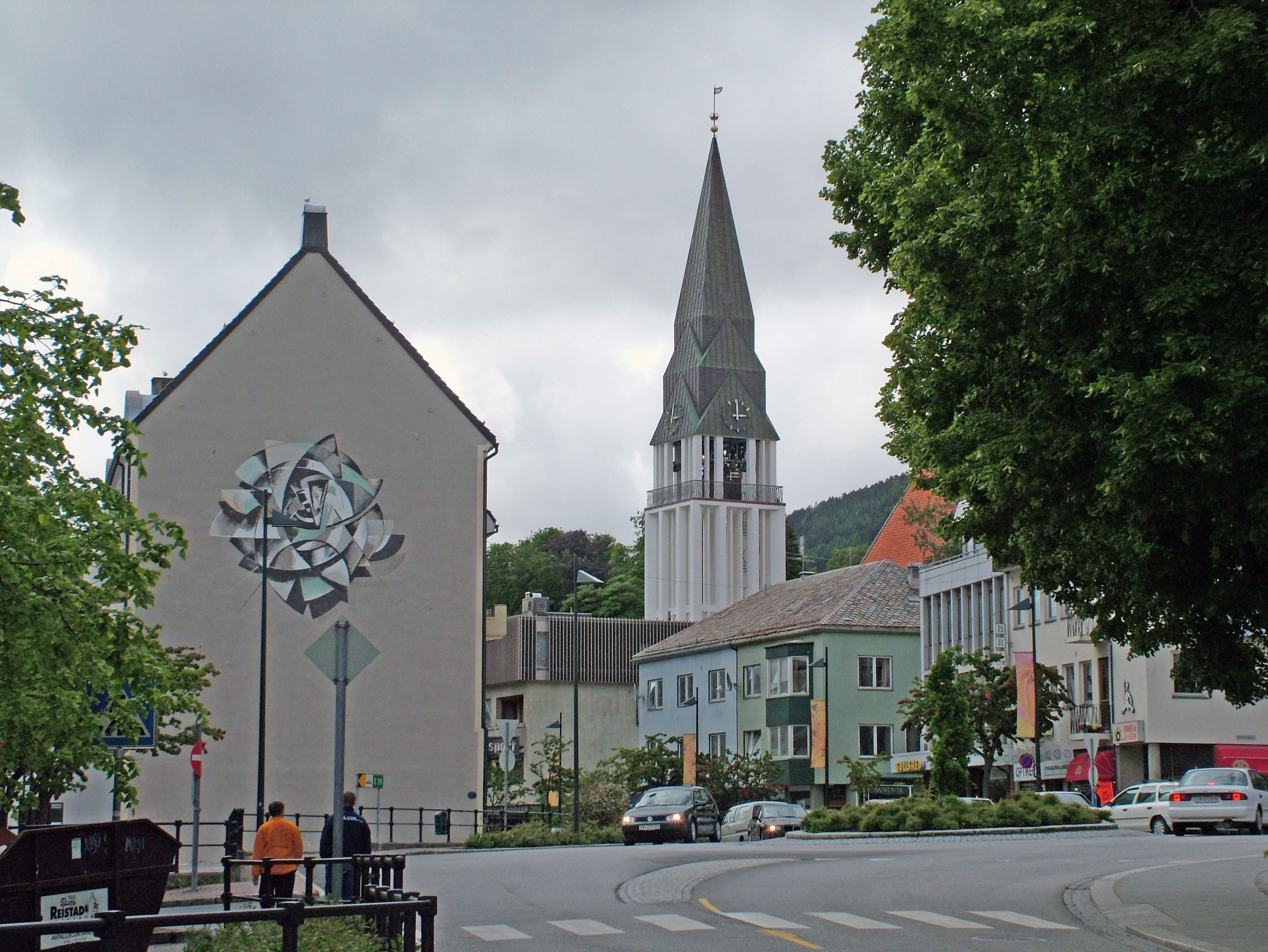
モルデの中心街とモルデ聖堂

町は1614年に商業権を得た。中部ノルウェーがスウェーデン軍に占領された1658年から1660年、北方戦争でデンマーク＝ノルウェー間にロスキレの和議が結ばれた後、町はスウェーデン人の住む場所となった。1660年にコペンハーゲン和議が結ばれ、モルデは行政中心地となり、1742年にロイヤル・チャーターが授けられた。モルデは18世紀以降、繊維・服飾産業で栄え、観光も主産業となった。ドイツ皇帝ヴィルヘルム2世、イギリスのプリンス・オブ・ウェールズが毎夏訪問していた。モルデは、風変わりな木造住宅、みずみずしい庭園と公園、散歩道とあずまやなど、牧歌的な町並みに囲まれた豪華なホテルとみなされ、バラの町というあだ名があった。この美しい町が、1916年1月21日に起きた大火で三分の一を失った。しかし、モルデは再建されて経済成長を続けた。
2度目の大火は、ナチス・ドイツが侵攻した1940年の4月と5月の空襲であり、町の三分の二が焼かれた。ノルウェー王ホーコン7世、内閣、議会と国庫が1940年4月9日のオスロから逃れてイギリスへ向かうべくモルデに到着していた。ホーコン7世とオーラヴ王太子（のちのオーラヴ5世）と政府は巡洋艦HMSグラスゴーへ逃れ、無事亡命した。

### 名前の由来
最初の移住地となったモルデの農場（ノース語でMoldar）が語源である。mold は『肥沃な土壌』を表し、*moldrだと『頭蓋骨、骨組み』といった意味となる（モルデマルカにある丸い頂を示す）。

### 紋章
1742年から使用されている。ニシンの入ったたるを追うクジラを表し、市の最初の産業である水産品と木材の輸出を象徴化している。モルデは捕鯨の町ではない。古来からクジラは精霊で、魚の群れを一年の何度かに追ってやってくる姿から吉兆のしるしだと信じられていた。

## 地理
モルデ・フィヨルド北岸に位置する。沖合には鎖状の小島モルデ群島がある。北側は森林地帯である。市中心部はモルデルヴァ川のちょうど西にある。水運に恵まれているとはいえないが、16世紀と17世紀には製材所があった。海にほど近く輸出に適した良港があったために、川運が製材業を助けたのである。1909年、モルデルヴァ川に初の水力発電所が設けられ、市に電気を供給するようになった。川の上流から今も市の飲料水がくみ上げられている。 

### 気候
海洋性気候で温暖であり、夏は涼しく冬は温暖である。冬の積雪がそのまま残ることはまれである。メキシコ湾流で温められた南西の風が大西洋から吹き、高緯度であるにもかかわらずモルデの気候を温暖にしているのである。モルデは南を丘陵、北と東を山地、西を群島に守られているため、植生が非常に豊かである。低緯度にあるはずのカエデ、クリ、オーク、シナノキ属、カバノキ属、イチイがみられる。

## レジャー
地域に流れる川、ラウマ川、ドリヴァ川、エイラ川はサケ、イワナ、ブラウントラウトが生息する。トラウトはほとんどの湖にいる。タラ、サバなどの海水魚は主にロムスダール・フィヨルドで捕れる。
冬季のモルデ市民の楽しみは、スキーである。その他にロッククライミング、アイスクライミング、ボルダリング、ベースジャンピングが楽しめる。 
- 大西洋道路
- トロール教会(Trollkirka)

### モルデマルカ
モルデマルカは、市北部の丘陵森林帯で、市の所有である。歩道やスキートラックが整備されている。野生植物が見られ、釣りのできる湖と川がある。標高407メートルのヴァルデンはモルデを眺めるのに適した場所で、ロムスダール・フィヨルド、モルデ群島、市街のパノラマも楽しめる。

## 交通
ベルゲン、キルケネス間を走る沿岸高速船が毎日モルデに入港する。
最寄りの鉄道駅はオンダルスネス駅で、ラウマバネン線の終点である。モルデ空港から毎日オスロ、ベルゲン、トロンヘイムへ数便がある。国内他都市へは週に数度便がある。

## 文化

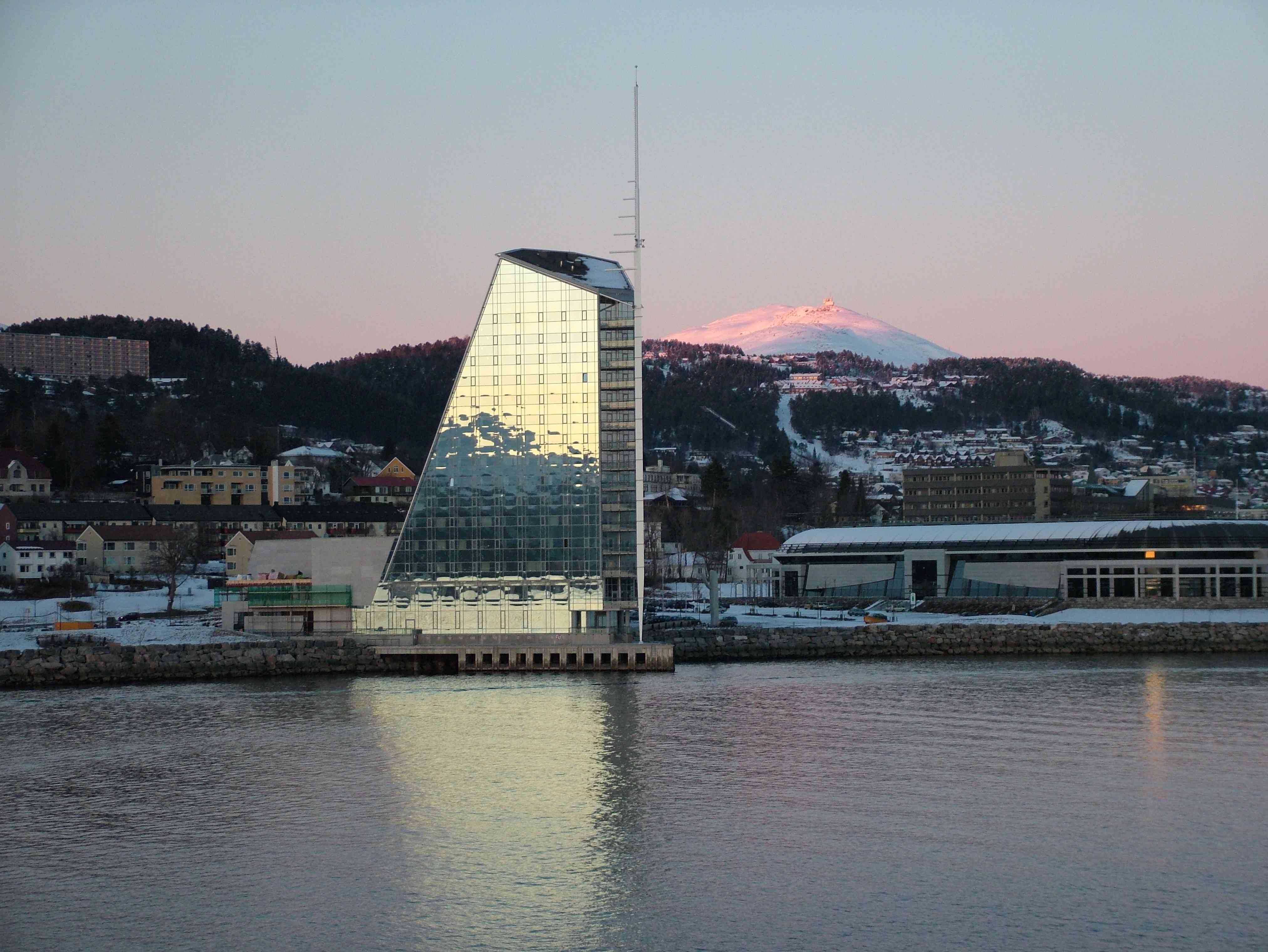
町内のホテル

ノルウェーの誇る作家たちがモルデに滞在したり、居住していた。ビョルンスティエルネ・ビョルンソンはモルデ郊外のネッセト出身で、モルデの学校へ通学していた。ヘンリック・イプセンはモルデにある別荘にしばしば休暇をすごしに来ていた。イプセンの戯曲『ロスメルスホルム』は休暇中に触発され、『海の婦人』はモルデで書かれた。
1912年に創立された、ノルウェー最大の民俗学博物館ロムスダール博物館がある。

### 祭り
毎年7月にモルデジャズ・フェスティヴァルが開催される。ヨーロッパでも歴史が古く、重要なジャズの祭典である。フェスティヴァル中に100を超えるイベントのため4万枚のチケットが販売される。フェスティヴァル期間中、観光客が8万人から10万人にふくれあがる。
毎年8月、モルデとネッセトは国際文学祭ビョルンソン・フェスティヴァルを開催する。モルデの250年記念に詩人Knut Ødegårdと提携して始めたもので、国民的作家でノーベル賞受賞者ビョルンスティエルネ・ビョルンソンにちなんでおり、国内最古で最も国際的な文学祭である。

## 教育
- モルデ大学

## スポーツ
- モルデFK - サッカークラブ。アケル・スタディオンを本拠地とする。

## 姉妹都市
- ヴァイレ, デンマーク
- ボロース, スウェーデン
- ミッケリ, フィンランド
- チェスカー・リーパ, チェコ共和国

## モルデ出身の著名人
- ビョルンスティエルネ・ビョルンソン（作家）
- ヨン・アルネ・リーセ（サッカー選手）